# Bob-Europacup 2014/15
Der Bob-Europacup 2014/15 war eine von der Fédération Internationale de Bobsleigh et de Tobogganing (FIBT) veranstaltete Rennserie, die mit dem Nordamerikacup 2014/15 zum Unterbau des Weltcups 2014/15 gehört. Er begann am 12. November 2014 in Igls und endete am 1. Februar 2015 in Winterberg. Die Ergebnisse der jeweils acht Saisonrennen an fünf verschiedenen Wettkampforten flossen in das FIBT Bob-Ranking 2014/15 ein.

## Frauen

### Veranstaltungen
| Datum             | Ort        | Siegerin                               | Zweite                                | Dritte                                   |
| ----------------- | ---------- | -------------------------------------- | ------------------------------------- | ---------------------------------------- |
| 13. November 2014 | Igls       | Anja Schneiderheinze Lisette Thöne     | Stefanie Szczurek Erline Nolte        | Maria Adela Constantin Andreea Grecu     |
| 14. November 2014 | Igls       | Anja Schneiderheinze Franziska Bertels | Stefanie Szczurek Lisa Marie Buckwitz | Maria Adela Constantin Andreea Grecu     |
| 5. Dezember 2014  | La Plagne  | Cathleen Martini Janine Tischer        | Christina Hengster Sanne Dekker       | Miriam Wagner Tamara Seer                |
| 6. Dezember 2014  | La Plagne  | Miriam Wagner Tamara Seer              | Cathleen Martini Janine Tischer       | Christina Hengster Sanne Dekker          |
| 13. Dezember 2014 | Königssee  | Christina Hengster Sanne Dekker        | Miriam Wagner Tamara Seer             | Marije van Huigenbosch Melissa Boekelman |
| 14. Dezember 2014 | Königssee  | Miriam Wagner Tamara Seer              | Cathleen Martini Janine Tischer       | Christina Hengster Sanne Dekker          |
| 16. Januar 2015   | St. Moritz | Carolin Zenker Sarah Noll              | Miriam Wagner Tamara Seer             | Alexandra Rodionowa Ljudmila Udobkina    |
| 31. Januar 2015   | Winterberg | Sandra Kroll Franziska Fritz           | Miriam Wagner Sarah Noll              | Maria Adela Constantin Andreea Grecu     |

### Gesamtwertung
| Platz | Sportlerin             | Land                   | Punkte |
| ----- | ---------------------- | ---------------------- | ------ |
| 1     | Maria Adela Constantin | Rumänien               | 758    |
| 2     | Miriam Wagner          | Deutschland            | 672    |
| 3     | Katrin Beierl          | Österreich             | 660    |
| 4     | Martina Fontanive      | Schweiz                | 636    |
| 5     | Christina Hengster     | Österreich             | 618    |
| 6     | Marije van Huigenbosch | Niederlande            | 554    |
| 7     | An Vannieuwenhuyse     | Belgien                | 440    |
| 8     | Nikki McSweeney        | Vereinigtes Königreich | 388    |
| 9     | Lien De Decker         | Belgien                | 376    |
| 10    | Cathleen Martini       | Deutschland            | 340    |

## Männer

### Veranstaltungen
| Datum             | Ort        | Disziplin | Sieger                                                                        | Zweiter                                                                         | Dritter                                                                  |
| ----------------- | ---------- | --------- | ----------------------------------------------------------------------------- | ------------------------------------------------------------------------------- | ------------------------------------------------------------------------ |
| 12. November 2014 | Igls       | 2er       | Francesco Friedrich Thorsten Margis                                           | Beat Hefti Alex Baumann                                                         | Rico Peter Bror van der Zijde                                            |
| 13. November 2014 | Igls       | 2er       | Francesco Friedrich Martin Grothkopp                                          | Rico Peter Thomas Amrhein                                                       | Won Yun-jong Seo Young-woo                                               |
| 15. November 2014 | Igls       | 4er       | DeutschlandFrancesco Friedrich Ronny Listner Martin Grothkopp Thorsten Margis | DeutschlandMaximilian Arndt Ben Heber Kevin Kuske Martin Putze                  | LettlandOskars Ķibermanis Helvijs Lūsis Raivis Zīrups Vairis Leiboms     |
| 16. November 2014 | Igls       | 4er       | DeutschlandFrancesco Friedrich Ronny Listner Martin Grothkopp Thorsten Margis | ItalienSimone Bertazzo Costantino Ughi Simone Fontana Francesco Costa           | LettlandOskars Ķibermanis Helvijs Lūsis Raivis Zīrups Vairis Leiboms     |
| 5. Dezember 2014  | La Plagne  | 2er       | Simone Bertazzo Francesco Costa                                               | Albrecht Klammer Eric Franke                                                    | Rudy Rinaldi Boris Vain                                                  |
| 6. Dezember 2014  | La Plagne  | 2er       | Johannes Lochner Gino Gerhardi                                                | Won Yun-jong Seo Young-woo                                                      | Simone Bertazzo Francesco Costa                                          |
| 7. Dezember 2014  | La Plagne  | 4er       | ItalienSimone Bertazzo Simone Fontana Costantino Ughi Francesco Costa         | TschechienJan Vrba Dominik Suchý Dominik Dvořák Jakub Nosek                     | LettlandUģis Žaļims Kristaps Kalniņš Jānis Jansons Intars Dambis         |
| 11. Dezember 2014 | Königssee  | 2er       | Johannes Lochner Gino Gerhardi                                                | Manuel Machata Eric Franke                                                      | Simone Bertazzo Costantino Ughi                                          |
| 12. Dezember 2014 | Königssee  | 2er       | Johannes Lochner Eric Franke                                                  | Christoph Hafer Paul Krenz                                                      | Albrecht Klammer Matthias Adolf                                          |
| 13. Dezember 2014 | Königssee  | 4er       | DeutschlandManuel Machata Gino Gerhardi Tino Paasche Marius Broening          | ÖsterreichBenjamin Maier Stefan Laussegger Markus Sammer Angel Somov            | NiederlandeEdwin van Calker Yannick Greiner Sybren Jansma Igor Brink     |
| 14. Dezember 2014 | Königssee  | 4er       | NiederlandeEdwin van Calker Yannick Greiner Sybren Jansma Igor Brink          | DeutschlandJohannes Lochner Cliff Denner Felix Skibbe Chris Gleichmann          | ÖsterreichBenjamin Maier Stefan Withalm Markus Sammer Angel Somov        |
| 16. Januar 2015   | St. Moritz | 2er       | Johannes Lochner Tino Paasche                                                 | Uģis Žaļims Intars Dambis                                                       | Christoph Hafer Paul Krenz                                               |
| 17. Januar 2015   | St. Moritz | 4er       | ItalienSimone Bertazzo Simone Fontana Costantino Ughi Francesco Costa         | FrankreichLoïc Costerg Romain Heinrich Vincent Castell Jérémie Boutherin        | RusslandNikita Sacharow Alexei Negodailo Pjotr Moissejew Andrei Kasanzew |
| 18. Januar 2015   | St. Moritz | 4er       | FrankreichLoïc Costerg Romain Heinrich Vincent Ricard Jérémie Boutherin       | DeutschlandJohannes Lochner Matthias Kagerhuber Tino Paasche Sebastian Mrowka   | ItalienSimone Bertazzo Simone Fontana Costantino Ughi Francesco Costa    |
| 31. Januar 2015   | Winterberg | 2er       | Richard Oelsner Eric Franke                                                   | Uģis Žaļims Intars Dambis                                                       | Christoph Hafer Paul Krenz                                               |
| 1. Februar 2015   | Winterberg | 4er       | ItalienSimone Bertazzo Simone Fontana Costantino Ughi Francesco Costa         | DeutschlandChristoph Hafer Marc Rademacher Michael Salzer Jakob-Kilian Trenkler | DeutschlandAlbrecht Klammer Ronny Listner Florian Paul Kunze Eric Strauß |

### Gesamtwertung Zweierbob
| Platz | Sportler         | Land        | Punkte |
| ----- | ---------------- | ----------- | ------ |
| 1     | Simone Bertazzo  | Italien     | 780    |
| 2     | Uģis Žaļims      | Lettland    | 702    |
| 3     | Christoph Hafer  | Deutschland | 578    |
| 4     | Johannes Lochner | Deutschland | 572    |
| 5     | Maxim Andrianow  | Russland    | 444    |
| 6     | Rudy Rinaldi     | Monaco      | 406    |
| 7     | Albrecht Klammer | Deutschland | 404    |
| 8     | Won Yun-jong     | Südkorea    | 400    |
| 9     | Simone Fontana   | Italien     | 396    |
| 10    | Benjamin Maier   | Österreich  | 360    |

### Gesamtwertung Viererbob
| Platz | Sportler         | Land        | Punkte |
| ----- | ---------------- | ----------- | ------ |
| 1     | Simone Bertazzo  | Italien     | 848    |
| 2     | Uģis Žaļims      | Lettland    | 686    |
| 3     | Jan Vrba         | Tschechien  | 550    |
| 4     | Christoph Hafer  | Deutschland | 514    |
| 5     | Johannes Lochner | Deutschland | 476    |
| 6     | Loïc Costerg     | Frankreich  | 466    |
| 7     | Edwin van Calker | Niederlande | 454    |
| 8     | Maxim Andrianow  | Russland    | 404    |
| 9     | Benjamin Maier   | Österreich  | 404    |
| 10    | Jürg Rohr        | Schweiz     | 401    |

### Gesamtwertung Kombination
| Platz | Sportler         | Land        | Punkte |
| ----- | ---------------- | ----------- | ------ |
| 1     | Simone Bertazzo  | Italien     | 1628   |
| 2     | Uģis Žaļims      | Lettland    | 1388   |
| 3     | Christoph Hafer  | Deutschland | 1092   |
| 4     | Johannes Lochner | Deutschland | 1048   |
| 5     | Jan Vrba         | Tschechien  | 886    |
| 6     | Maxim Andrianow  | Russland    | 848    |
| 7     | Loïc Costerg     | Frankreich  | 789    |
| 8     | Benjamin Maier   | Österreich  | 764    |
| 9     | Edwin van Calker | Niederlande | 714    |
| 10    | Radek Matoušek   | Tschechien  | 688    |